# Hydriomena cormasa
Hydriomena cormasa är en fjärilsart som beskrevs av Druce 1897. Hydriomena cormasa ingår i släktet Hydriomena och familjen mätare. Inga underarter finns listade i Catalogue of Life.